# Horelica-Tunnel
Der Horelica-Tunnel (slowakisch Tunel Horelica) ist ein 605 m langer einröhriger Autobahntunnel in der Nordwestslowakei bei Čadca, auf der Autobahn D3. Er verläuft unter einem Ausläufer des Gebirges Kysucké Beskydy und trägt den Namen des Stadtteils Horelica. Der gebohrte Teil misst 555 m, die Steigung beträgt 4 % in Richtung Žilina und der Tunnel verläuft in einem Halbkreis von 5.000 m.
Der Bau des Tunnels begann vom Westportal heraus im April 1998, nachdem die Arbeiten am Abschnitt Oščadnica–Čadca, Bukov schon zwei Jahre andauerten. Durch Finanzmangel und Probleme bei der Bohrung (Tunnelwasser, geologische Störungen) kam es zum Durchschlag erst im Mai 2002. Die feierliche Eröffnung war am 29. Oktober 2004.
Derzeit ist die linke Tunnelröhre in Fahrtrichtung Žilina im Gegenverkehrsbetrieb und es gibt ein Tempolimit von 80 km/h. In der Fahrtrichtung Skalité ist nur Fluchtstollen vorhanden. 